# 김현규 (축구 선수)
김현규(한국 한자: 金賢圭, 1997년 8월 23일 ~ )는 대한민국의 축구 선수로, 포지션은 공격수다.

## 축구인 경력

### 경희고등학교
경희고등학교 축구부에서 좋은 활약을 펼쳤다. 3학년을 마친 뒤 마틴 레니 감독의 선택을 받아, 서울 이랜드 FC로 입단하였다.

### 서울 이랜드 FC
2016년 K리그 챌린지의 서울 이랜드 FC에 자유선발로 입단하였다. K리그 챌린지 2016 시즌 9라운드 경남 FC와의 홈 경기에 교체 출장하며, 자신의 프로 데뷔무대를 가졌다. 이후 14라운드 경남 FC와의 원정 경기에서 프로 생활 첫 선발 무대를 가졌다. 2016 시즌 막판, 구단의 승격경쟁이 치열해졌을 시점에 기회를 받아 출장하였다. 새롭게 맞이한 K리그 챌린지 2017 시즌에는 1경기만을 출장하였고, 두 시즌 동안 9경기에 출전하였다. 2018년 1월 8일 서울 이랜드 FC와 계약 해지에 합의하며 팀을 떠났다.

### FC 안양
2018년 1월 12일 김현규는 FC 안양에 자유 계약으로 합류하였다.